# Sénoussi Hassana Abdoulaye
Sénoussi Hassana Abdoulaye, né le 17 février 1984 à N'Djaména  est un haut fonctionnaire tchadien. Il est le maire de la ville N'Djaména depuis le 26 février 2025.

## Biographie

### Enfance et formation
Sénoussi Hassana Abdoulaye commence ses études primaires à l’école catholique associée du Béguinage à N'Djamena. Après avoir passé deux ans à Cotonou, au Bénin, où il poursuit ses études en CM2 et en classe de 6ème, il retourne au Tchad et s’inscrit au Collège et au Lycée du Sacré-Cœur de N'Djamena. Passionné de littérature et de sciences sociales, il obtient son baccalauréat A4 en 2002, en candidat libre.
En 2003, il obtient une bourse et poursuit un double cursus à la faculté de droit de l'Université Mohammed-V de Rabat et à l'École nationale d'administration du Maroc, qu'il termine en 2007 avec une maîtrise en droit privé et un diplôme du cycle normal de l'ENA. Il poursuit ses études en France, obtenant en 2009 un double Master en Droit des entreprises à l'Université d'Angers et en Administration publique à l'Université de Strasbourg, où il termine en 2014 le cycle international long de l'ENA. En 2020, il suit une formation en prévention des conflits et rétablissement de la paix en Afrique francophone à Addis-Abeba, et en 2022, un programme sur la diplomatie à l'Institut national du service public de Paris.

### Carrière professionnelle
Sénoussi Hassana commence sa carrière dans l'administration publique au Secrétariat général du Gouvernement du Tchad en 2009, où il occupe plusieurs postes stratégiques. En avril 2015, il est nommé Secrétaire général du Collège de Contrôle et de Surveillance des Revenus Pétroliers, un poste lié à la gestion des ressources pétrolières, secteur clé pour l'économie du pays. En 2018, il devient Directeur général de l'École nationale d'administration du Tchad, où il met en œuvre des réformes visant à renforcer la transparence et le mérite dans le recrutement des élèves. Sous sa direction, les concours d'entrée à l'ENA sont salués pour leur intégrité.
En 2024, il est nommé Directeur général de l'Autorité de l'Aviation Civile du Tchad. Le 17 janvier 2025, par un décret il a été remplacé par Brahim Guihini Dadi.
Le 26 février 2025, il est élu maire de la ville de N'Djamena par les conseillers communaux lors d'une 
session extraordinaire convoquée  par la déléguée générale du gouvernement auprès de la ville de N’Djamena, Amina Kodjiana.

### Vie privée
Il est le fils de Hassana Abdoulaye, ancien haut fonctionnaire et ex-maire et gouverneur de N'Djaména.

### Distinctions
Le 29 mars 2022, il a été décoré dans l’Ordre national du Tchad. D’abord en tant que chevalier, officier, ensuite commandeur et désormais[Quand ?] dignité de grand officier,.